# 오시비엥침성

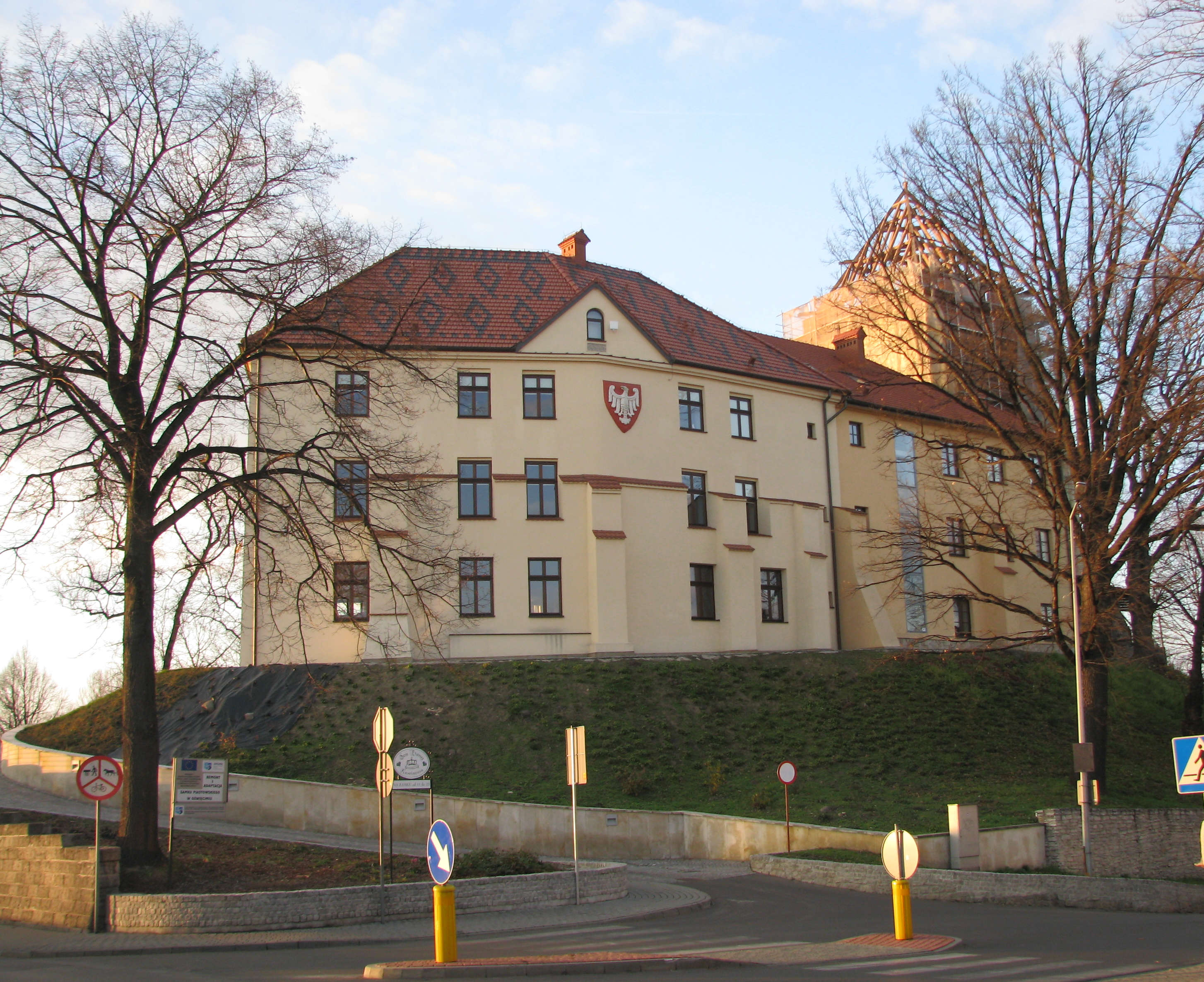
오시비엥침성

오시비엥침성(폴란드어: Zamek w Oświęcimiu)은 폴란드 마워폴스카주 오시비엥침에 있는 성이다. 소와강 오른쪽 기슭에 있는 언덕 위에 중세 시대에 세어졌다.
성은 지붕으로 덮인 13세기 초 고딕 양식의 방어탑, 안뜰 주변에 지어진 2층 건물 (16세기 초의 옛 윙 포함) 및 1929~31년에 지어진 윙 간의 추가 연결로 구성되어 있다. 성 주변의 대부분의 요새는 소와강의 강 경로 변화로 인해 파괴되었다.
성이 위치한 언덕 위에는 요새의 잔해가 있다. 성 아래에는 두 개의 터널이 있는데, 하나는 더 오래된 터널(1914년 이전에 건설)이고 다른 하나는 독일인 (1940년~1944년)이 발굴한 것이다. 터널은 벙커로 사용되었다